# Samisk folkehøgskole
Samisk folkehøgskole var en privat folkhögskola för samer i Karasjok i Finnmark i Norge, som grundades 1936 och lades ned 2000. 
Samisk folkehögskole inrättades av Norges Samemisjon. Den brändes ned 1944 under Tvångsevakueringen och nedbränningen av Finnmark och Nord-Troms. 
Efter andra världskriget återuppstod en diskussion som förts för skolans inrättande om vem som borde driva en folkhögskola för samerna. Från samordningsnämnden för Skolverket och Finnmarks fylkesting hävdades att en sådan skola skulla ligga under staten, och samordningsnämnden motsatte sig nu att Norges Samemisjon skulle vara huvudman. Samisk folkehøgskole kom ändå igång igen 1949 efter beslut av utbildningsdepartementet, som också finansiellt stöttade skolan.
År 1951 flyttade skolan in i egna byggnader. Å4 1985 stängde skolan under en period på grund av elevbrist, som kunde ha berott på att flera samiska praktiska realskolor inrättats. År 1988 brann skolan ned. Skolan kunde återöppnas efter uppbyggnad 1991, men stängde slutligen 2000. 
Lärare i konst och konsthantverk på skolan har varit bland andra Iver Jåks och Per Hætta. 